# Кохта, Иржи
Иржи Кохта (чеш. Jiří Kochta; 11 октября 1946[…], Прага[…] — 3 апреля 2025) — чехословацкий хоккеист, нападающий. Чемпион мира 1972 года, серебряный призёр Олимпийских игр 1968 года, бронзовый призёр Олимпийских игр 1972 года.

## Биография
Начал хоккейную карьеру в команде «Дукла» (Йиглава). С 1965 по 1968 год играл в чемпионате Чехословакии за «Дуклу», 3 раза становился призёром чехословацкой лиги, в том числе выиграл золотые медали в 1967 и 1968 годах. В 1968 году сменил клуб, перейдя в пражскую «Спарту», за которую отыграл 11 сезонов, становился призёром чехословацкого чемпионата, в 1970 году стал лучшим бомбардиром, набрав 52 очка (25 шайб + 27 передач). В 1979 году перебрался за границу, играл в немецких клубах. В 1986 году завершил игровую карьеру, после окончания карьеры тренировал в Германии, Швейцарии и Италии.
Выступал за сборную Чехословакии с 1967 по 1975 год. В её составе — чемпион мира и Европы 1972 года, серебряный призёр Олимпийских игр 1968 года, бронзовый призёр Олимпийских игр 1972 года, многократный серебряный и бронзовый призёр чемпионатов мира и Европы
6 мая 2010 года был принят в Зал славы чешского хоккея.
Умер после продолжительной болезни 3 апреля 2025 года в возрасте 78 лет.

## Достижения
- Чемпион мира 1972
- Серебряный призёр Олимпийских игр 1968
- Серебряный призёр чемпионатов мира 1968, 1971, 1974 и 1975
- Бронзовый призёр Олимпийских игр 1972
- Бронзовый призёр чемпионатов мира 1970 и 1973
- Чемпион Чехословакии 1967 и 1968
- Серебряный призёр чемпионатов Чехословакии 1966 и 1974
- Бронзовый призёр чемпионата Чехословакии 1977
- Лучший бомбардир чемпионата Чехословакии 1970 (52 очка)

## Статистика
Без учёта выступлений в низших немецких лигах
- Чемпионат Чехословакии — 453 игры, 183 шайбы
- Сборная Чехословакии — 148 игр, 56 шайб
- Чемпионат Германии — 97 игр, 241 очко (101 шайба + 140 передач)
- Всего за карьеру — 698 игр, 340 шайб

## Семья
Дочь Маркета Кохтова, теннисистка, в рейтинге WTA занимала 45-е место (в 1994 году). Её бывший муж — теннисист Иржи Ванек.